# Andrena orbitalis
Andrena orbitalis är en biart som beskrevs av Morawitz 1871. Andrena orbitalis ingår i släktet sandbin, och familjen grävbin. Inga underarter finns listade i Catalogue of Life.